# Областни аматьорски футболни групи
Областните аматьорски футболни групи са най-старите футболни турнирни групи в България.
Организират се от Българския футболен съюз и Аматьорската футболна лига. „А“ областните футболни групи представляват четвъртото ниво на футбола в България. В някои области има и „Б“ областни футболни групи, които са пето ниво на българския футбол.
До 1998 г. „А“ ОФГ се наричат „четвърта дивизия“ и са разделени на 8 областни дивизии, а „Б“ ОФГ – „пета дивизия“ и са разделени на 28 окръжни дивизии.